# Resolució 986 del Consell de Seguretat de les Nacions Unides
La Resolució 986 del Consell de Seguretat de les Nacions Unides fou adoptada per unanimitat el 14 d'abril de 1995. Després de reafirmar les resolucions sobre Iraq i tenint en compte la greu situació humanitària de la població civil iraquiana, el Consell, d'acord amb el Capítol VII de la Carta de les Nacions Unides, va establir el mecanisme pel qual les exportacions de petroli iraquià finançarien ajuda humanitària al país, que més endavant es coneixia com el Programa Petroli per Aliments.
El Consell de Seguretat estava convençut de la necessitat com a mesura temporal de proporcionar ajuda humanitària al poble iraquià fins que el país hagi complit amb totes les resolucions pertinents del Consell de Seguretat, inclosa la Resolució 687 (1991), que va permetre prendre mesures addicionals relatives a les sancions imposades a la Resolució 661 (1991).

## Provisions
En primer lloc, els països estaven autoritzats a permetre la importació de petroli, productes derivats del petroli i transaccions financeres relacionades procedents del l'Iraq per una suma total de fins a 1.000 milions US $ cada 90 dies, subjecte a l'aprovació del Comitè establert en la Resolució 661 i que el pagaments es faria en un dipòsit fiduciari creat per la resolució actual. Es va permetre a Turquia cobrar tarifes per l'ús de l'Oleoducte Kirkuk-Ceyhan al seu territori. L'esmena entrarà en vigor a les 00:01 EDT l'endemà que el president del Consell de Seguretat de les Nacions Unides anunciés que havia rebut un informe del Secretari General Boutros Boutros-Ghali, amb les disposicions vigents per un període inicial de 180 dies. Es realitzaria una revisió a la meitat d'aquest període.
Les següents disposicions entrarian en vigor immediatament. Els inspectors independents i el Comitè podrien inspeccionar les vendes de petroli i podrien establir un dipòsit fiduciari. El dipòsit podria:
(a) finançar l'exportació de medicines, subministraments mèdics, menjar i materials i subministraments essencials per a les necessitats de civils, dels quals el Govern de l'Iraq acordarà la seva distribució equitativa;
(b) complementar la distribució de béns humanitaris pel govern iraquià;
(c) transferir el mateix percentatge de fons dipositats en el compte fiduciari per a la Comissió de Compensació de les Nacions Unides decidida en la resolució 705 (1991);
(d) finançar als inspectors independents i comptadors públics certificats, entre altres activitats;
(i) cobrir els costos operacionals de la Comissió Especial de les Nacions Unides;
(f) cobrir altres costos i despeses;
(g) fer disponibles fins a US$ 10 milions cada 90 dies per a pagaments previstos en la resolució 778 (1992).
Els països van ser autoritzats, no obstant el que disposa la Resolució 661, a exportar peces i equips que siguin essencials per a un funcionament segur del gasoducte Kirkuk-Yumurtalik a l'Iraq i les seves activitats associades. Els costos poden ser pagats permitjançant crèdit pendent de pagament al dipòsit fiduciari.
Es va demanar al Secretari General que informés al cap de 90 dies i 180 dies durant el procés, mentre que el Comitè havia de desenvolupar els procediments necessaris per aplicar les disposicions anteriors. Es va instar a ambdós a prendre mesures efectives per assegurar la implementació de la resolució. El Consell va proporcionar immunitat al petroli i productes derivats, al dipòsit fiduciari i a tot el personal que treballa amb les Nacions Unides d'acord amb la Convenció sobre els privilegis i immunitats de les Nacions Unides.
La resolució va concloure reafirmant que cap de les seves disposicions no hauria d'afectar les obligacions de l'Iraq quant a l'amortització del deute extern, i alhora no hauria de violar la seva sobirania i integritat territorial.

## Conseqüències
Inicialment l'Iraq va rebutjar la resolució sobre la base que violava la seva sobirania, i no va acceptar les seves disposicions fins a gener de 1996. El programa es va acabar formalment el 21 de novembre de 2003 arran de la invasió de l'Iraq de 2003, i les seves principals funcions lliurats foren assumides per l'Autoritat pProvisional de la Coalició.